# Viktor Troicki
Viktor Troicki (født 10. februar 1986 i Beograd, Jugoslavien) er en serbisk tennisspiller, der blev professionel i 2006. Han har, pr. oktober 2010, vundet én ATP-turnering, og hans bedste præstation i Grand Slam-sammenhæng er en plads i 3. runde ved US Open i 2008.
Troicki er 193 cm høj og vejer 86 kg.